# مايكل ناكامورا
مايكل ناكامورا (بالإنجليزية: Micheal Nakamura)‏ هو لاعب كرة قاعدة أمريكي، ولد في 6 سبتمبر 1976 في نارا في اليابان.

## وصلات خارجية
- مايكل ناكامورا على موقع دوري كرة القاعدة الرئيسي (الإنجليزية)
- مايكل ناكامورا على موقع الدوري الياباني لكرة القاعدة (الإنجليزية)
- مايكل ناكامورا على موقعبيزبول رفرنس.كوم (الدوري الرئيسي) (الإنجليزية)
- مايكل ناكامورا على موقعبيزبول رفرنس.كوم (الدوري الثانوي) (الإنجليزية)
- مايكل ناكامورا على موقع مشجعي الرسوم البيانية (الإنجليزية)
- مايكل ناكامورا على موقع أوليمبيديا (الإنجليزية)
- مايكل ناكامورا على موقع اللجنة الأولمبية الأسترالية (الإنجليزية)